# 3149 Okudzhava
3149 Okudzhava هو كويكب، يقع ضمن حزام الكويكبات. اكتشف في 22 سبتمبر 1981.

## روابط خارجية
- 3149 Okudzhava في قاعدة بيانات مختبر الدفع النفاث لأجرام النظام الشمسي الصغيرة

- الاكتشاف · مخطط المدار ·  العناصر المدارية · المعلمات المادية

- 3149 Okudzhava على موقع ويكي سكاي: DSS2, SDSS, GALEX, IRAS, Hydrogen α, X-Ray, Astrophoto, Sky Map, Articles and images